# Thuidium complanum
Thuidium complanum är en bladmossart som beskrevs av Mitten 1869. Thuidium complanum ingår i släktet tujamossor, och familjen Thuidiaceae. Inga underarter finns listade i Catalogue of Life.